# Le Doulieu
 Le Doulieu  (en neerlandés Zoeterstee) es una población y comuna francesa, en la región de Norte-Paso de Calais, departamento de Norte, en el distrito de Dunkerque y cantón de Merville.

## Demografía
| 789 | 727 | 714 | 965 | 1138 | 1229 |
| Para los censos de 1962 a 1999 la población legal corresponde a la población sin duplicidades (Fuente: INSEE [Consultar]) |     |     |     |      |      |